# Ômicron Centaurídeos
Ômicron Centaurídeos (português brasileiro) ou Ómicron Centaurídeos (português europeu)   são uma chuva de meteoros cujo radiante está localizado na constelação do Centauro.

## Observação
As coordenadas equatoriais do radiante são {\displaystyle \alpha =11^{h}52^{m}} e {\displaystyle \delta =-56^{o}}. O fenômeno pode ser observado todos os anos entre os dias 2 e 18 de fevereiro. No dia 12 de fevereiro podem ser vistos até 10 meteoros por hora. 